# Barcragujn chumb (2024/2025)
Barcragujn chumb 2024/2025 (ze względów sponsorskich zwana jako Fastex Armenian Premier League) 33. sezon najwyższej klasy rozgrywkowej w Armenii w piłce nożnej.
Brało nim udział 10 drużyn, które od 2 sierpnia 2024 do 28 maja 2025 rozegrały 36 kolejek meczów.
Obrońcą tytułu była drużyna Piunik Erywań. Mistrzostwo po raz trzynasty w historii zdobyła drużyna Noah Erywań.

## Format rozgrywek
Jedenaście uczestniczących drużyn zagra ze sobą trzykrotnie.
Zwycięzca ligi zostaje mistrzem Armenii i kwalifikuje się do I rundy kwalifikacyjnej Ligi Mistrzów UEFA.
Drużyna, która zajmie drugie, trzecie miejsce i zdobywca Pucharu Armenii, kwalifikuje się do I rundy kwalifikacyjnej Ligi Konferencji Europy UEFA.
W przypadku zdobycia pucharu przez drużynę, która zapewniła sobie grę w europejskich pucharach, awans otrzymuje czwarta drużyna rozgrywek.
Do niższej ligi spada bezpośrednio ostatnia drużyna(Հոդված 6.06.).

## Drużyny
| Uczestnicy poprzedniej edycji | Uczestnicy poprzedniej edycji | Uczestnicy poprzedniej edycji | Uczestnicy poprzedniej edycji |
| --- | ----------------------------- | ----------------------------- | ----------------------------- |
| PIU | Piunik Erywań                 | Erywań                        | 1                             |
| NOA | Noah Erywań                   | Erywań                        | 2                             |
| ARM | Ararat-Armenia                | Erywań                        | 3                             |
| URA | Urartu Erywań                 | Erywań                        | 4                             |
| ALA | Alaszkert                     | Erywań                        | 5                             |
| ARA | Ararat Erywań                 | Erywań                        | 6                             |
| WES | West Armenia                  | Erywań                        | 7                             |
| SZI | Szirak Giumri                 | Giumri                        | 8                             |
| WAN | Wan Czarencawan               | Czarencawan                   | 9                             |
| BKM | BKMA Erywań                   | Erywań                        | 10                            |
| Awans z Araczin chumb |                               |                               |                               |
| GDZ | Gandzasar Kapan               | Kapan                         | 1                             |
| Oznaczenia: - kolumna pierwsza – skróty nazw drużyn, - kolumna trzecia – siedziba klubu, - kolumna czwarta – miejsce zajęte w poprzednim sezonie. |                               |                               |                               |

## Tabela
| Lp. | Drużyna               | M  | Z  | R | P  | B+ | B– | +/– | Pkt | Kwalifikacja lub spadek                         |
| --- | --------------------- | -- | -- | - | -- | -- | -- | --- | --- | ----------------------------------------------- |
| 1   | Noah Erywań (M, P)    | 30 | 24 | 3 | 3  | 92 | 20 | +72 | 75  | Liga Mistrzów UEFA • I runda kwalifikacyjna     |
| 2   | Ararat-Armenia Erywań | 30 | 21 | 3 | 6  | 75 | 28 | +47 | 66  | Liga Konferencji UEFA • II runda kwalifikacyjna |
| 3   | Urartu Erywań         | 30 | 19 | 5 | 6  | 64 | 31 | +33 | 62  | Liga Konferencji UEFA • I runda kwalifikacyjna  |
| 4   | Piunik Erywań         | 30 | 17 | 2 | 11 | 59 | 37 | +22 | 53  | Liga Konferencji UEFA • I runda kwalifikacyjna  |
| 5   | Wan Czarencawan       | 30 | 15 | 7 | 8  | 56 | 36 | +20 | 52  |                                                 |
| 6   | BKMA Erywań           | 30 | 10 | 6 | 14 | 44 | 54 | −10 | 36  |                                                 |
| 7   | Szirak Giumri         | 30 | 10 | 5 | 15 | 30 | 50 | −20 | 35  |                                                 |
| 8   | Ararat Erywań         | 30 | 9  | 5 | 16 | 36 | 59 | −23 | 32  |                                                 |
| 9   | Alaszkert Erywań      | 30 | 6  | 8 | 16 | 24 | 52 | −28 | 26  |                                                 |
| 10  | West Armenia (W)      | 30 | 7  | 2 | 21 | 22 | 78 | −56 | 23  | wykluczona                                      |
| 11  | Gandzasar Kapan (S)   | 30 | 2  | 4 | 24 | 16 | 73 | −57 | 10  | spadek do Araczin chumb                         |

1. ↑  West Armenia została wykluczona z rozgrywek z powodu nierozegrania meczów 30 i 31 kolejki[6].

## Wyniki spotkań
| Gospodarz \ Gość      | ALA | ARA | AAR | BKM | GAN | NOA | PYU | SHI | URA | VAN | WES | ALA | ARA | AAR | BKM | GAN | NOA | PYU | SHI | URA | VAN | WES |
| --------------------- | --- | --- | --- | --- | --- | --- | --- | --- | --- | --- | --- | --- | --- | --- | --- | --- | --- | --- | --- | --- | --- | --- |
| Alaszkert Erywań      |     | 0–1 | 2–2 | 2–0 | 2–2 | 0–6 | 0–2 | 1–3 | 0–3 | 1–1 | 0–2 |     |     |     |     | 1–0 | 1–0 |     |     | 1–1 | 2–2 | 3–0 |
| Ararat Erywań         | 2–0 |     | 0–0 | 2–2 | 2–0 | 2–1 | 0–2 | 1–2 | 0–1 | 0–3 | 2–3 | 3–2 |     |     | 1–1 | 1–1 |     |     | 1–2 | 2–4 | 2–1 |     |
| Ararat-Armenia Erywań | 3–1 | 3–2 |     | 2–0 | 3–0 | 0–1 | 1–3 | 4–0 | 1–2 | 1–1 | 3–0 | 3–0 | 6–0 |     | 4–0 |     |     | 3–2 | 5–1 |     |     |     |
| BKMA Erywań           | 1–0 | 1–1 | 2–4 |     | 2–1 | 1–2 | 1–2 | 0–2 | 2–1 | 0–1 | 3–0 | 2–0 |     |     |     |     | 1–5 |     | 3–2 | 0–1 | 1–1 |     |
| Gandzasar Kapan       | 0–1 | 0–3 | 0–3 | 1–6 |     | 0–3 | 0–5 | 1–2 | 0–4 | 1–2 | 0–1 |     |     | 0–4 | 2–2 |     |     | 1–3 | 1–0 |     |     |     |
| Noah Erywań           | 4–0 | 4–0 | 2–1 | 3–0 | 7–0 |     | 2–0 | 4–0 | 2–1 | 5–0 | 7–1 |     | 3–0 | 2–0 |     | 1–0 |     | 2–1 |     |     |     | 5–1 |
| Piunik Erywań         | 0–2 | 3–0 | 1–2 | 4–1 | 1–0 | 1–3 |     | 2–0 | 0–3 | 1–0 | 3–0 | 1–1 | 5–2 |     | 1–2 |     |     |     | 6–1 | 1–4 |     |     |
| Szirak Giumri         | 0–0 | 1–3 | 0–3 | 0–0 | 0–0 | 0–5 | 1–0 |     | 0–2 | 0–2 | 2–0 | 4–0 |     |     |     |     | 1–2 |     |     | 1–1 | 0–1 | 3–0 |
| Urartu Erywań         | 1–0 | 1–0 | 3–1 | 4–2 | 2–0 | 2–1 | 0–0 | 1–2 |     | 3–1 | 3–0 |     |     | 0–3 |     | 2–1 | 3–3 |     |     |     | 0–2 | 8–0 |
| Wan Czarencawan       | 1–1 | 4–0 | 0–2 | 2–3 | 6–1 | 1–1 | 1–3 | 1–0 | 3–1 |     | 6–0 |     |     | 2–3 |     | 2–0 | 2–2 | 3–2 |     |     |     | 2–0 |
| West Armenia          | 2–0 | 1–2 | 1–2 | 2–5 | 2–0 | 0–4 | 1–3 | 0–0 | 2–2 | 0–2 |     |     | 2–1 | 0–3 | 1–0 | 0–3 |     | 0–1 |     |     |     |     |

1. ↑  Mecz 31 kolejki (16.05) między Alaszkert Erywań a West Armenia został zweryfikowany jako walkower 3-0 dla Alaszkert. Drużyna West Armenia nie pojawiła się na boisku.
2. 1 2  West Armenia został wykluczony z rozgrwek. Mecz zweryfikowany jako walkower 3-0.
3. ↑  Mecz 30 kolejki (9.05) między West Armenia a Ararat-Armenia Erywań został zweryfikowany jako walkower 3-0 dla Ararat-Armenia. Drużyna West Armenia nie pojawiła się na boisku[9].

## Najlepsi strzelcy
| Bramki | Strzelcy         | Drużyna               |
| ------ | ---------------- | --------------------- |
| 20     | Gonçalo Gregório | Noah Erywań           |
| 16     | Marius Noubissi  | Ararat-Armenia Erywań |
| 16     | Tenton Yenne     | Ararat-Armenia Erywań |
| 14     | Eraldo Çinari    | Noah Erywań           |
| 14     | Yusuf Otubanjo   | Piunik Erywań         |
| 13     | Iwan Ignatjew    | Urartu Erywań         |
| 12     | Momo Touré       | Wan Czarencawan       |
| 10     | Arayik Eloyan    | BKMA Erywań           |
| 10     | Karen Melkonyan  | Urartu Erywań         |

Źródło: 

## Stadiony
| Alaszkert Erywań  |
| ----------------- |
| Stadion Alaszkert |
|                   |

| Ararat Erywań Piunik Erywań |
| --------------------------- |
| im. Wazgena Sarkisjana      |
|                             |

| Ararat-Armenia Erywań BKMA Erywań |
| --------------------------------- |
| Stadion Akademii Piłkarskiej      |
|                                   |

| Gandzasar Kapan   |
| ----------------- |
| Stadion Gandzasar |
|                   |

| Noah Erywań           | Noah Erywań    |
| --------------------- | -------------- |
| Stadion Republikański | Stadion Kotajk |
|                       |                |

| Szirak Giumri   |
| --------------- |
| Stadion Miejski |
|                 |

| Urartu Erywań  |
| -------------- |
| Stadion Urartu |
|                |

| Wan Czarencawan |
| --------------- |
| Stadion miejski |
|                 |

| West Armenia |
| ------------ |
| Stadion Mika |
|              |

Źródło: 